# Список членів Національної академії правових наук України

## Дійсні члени
Дійсними членами (академіками) НАПрН України обирають її членів-кореспондентів, дійсних членів (академіків) і членів-кореспондентів Національної академії наук України та інших національних галузевих академій наук, які створили визнані вітчизняною та світовою науковою спільнотою наукові школи, запропонували підхід до розв’язання наукових проблем у галузі держави та права, що мають велике теоретичне чи практичне значення, проводять активну наукову та громадську діяльність.
До складу НАПрНУ має входити 53 дійсні члени (академіки). На сьогодні до її складу входить 53 дійсні члени (академіки), а саме:
1. Андрейцев Володимир Іванович
2. Бандурка Олександр Маркович
3. Барабаш Юрій Григорович
4. Баулін Юрій Васильович
5. Бобкова Антоніна Григоріївна
6. Борисов Вячеслав Іванович
7. Гавриш Степан Богданович
8. Гетьман Анатолій Павлович
9. Гриняк Андрій Богданович
10. Грищук Віктор Климович
11. Гусаров Сергій Миколайович
12. Гуторова Наталія Олександрівна
13. Єрмолаєв Віктор Миколайович
14. Журавель Володимир Андрійович
15. Журавський Віталій Станіславович
16. Задихайло Дмитро Вітольдович
17. Заєць Анатолій Павлович
18. Зайчук Олег Володимирович
19. Іншин Микола Іванович
20. Капліна Оксана Володимирівна
21. Ківалов Сергій Васильович
22. Комаров Вячеслав Васильович
23. Копиленко Олександр Любимович
24. Костенко Олександр Миколайович
25. Костицький Василь Васильович
26. Костицький Михайло Васильович
27. Кохановська Олена Велеонінівна
28. Криницький Ігор Євгенович
29. Крупчан Олександр Дмитрович
30. Кузнєцова Наталія Семенівна
31. Кучерявенко Микола Петрович
32. Литвин Володимир Михайлович
33. Майданик Роман Андрійович
34. Малишева Наталія Рафаелівна
35. Нор Василь Тимофійович
36. Носік Володимир Васильович
37. Оніщенко Наталія Миколаївна
38. Орлюк Олена Павлівна
39. Петришин Олександр Віталійович
40. Пилипчук Володимир Григорович
41. Прилипко Сергій Миколайович
42. Святоцький Олександр Дмитрович
43. Селіванов Анатолій Олександрович
44. Селівон Микола Федосович
45. Сіренко Василь Федорович
46. Скрипнюк Олександр Васильович
47. Стефанчук Руслан Олексійович
48. Стеценко Семен Григорович
49. Теплюк Михайло Олексійович
50. Тихий Володимир Павлович
51. Шакун Василь Іванович
52. Шепітько Валерій Юрійович
53. Щербина Валентин Степанович

### Дійсні члени (академіки) НАПрН України, що пішли з життя
1. Авер'янов Вадим Борисович
2. Бабій Борис Мусійович
3. Бажанов Марко Ігорович
4. Битяк Юрій Прокопович
5. Бурчак Федір Глібович
6. Васильєв Анатолій Семенович
7. Воронова Лідія Костянтинівна
8. Гончаренко Владлен Гнатович
9. Гончаренко Володимир Дмитрович
10. Грошевий Юрій Михайлович
11. Закалюк Анатолій Петрович
12. Зеленецький Володимир Серафимович
13. Коновалова Віолетта Омелянівна
14. Копєйчиков Володимир Володимирович
15. Луць Володимир Васильович
16. Мамутов Валентин Карлович
17. Матишевський Павло Семенович
18. Михайленко Петро Петрович
19. Панов Микола Іванович
20. Підопригора Опанас Андронович
21. Побірченко Ігор Гаврилович
22. Погорілко Віктор Федорович
23. Погрібний Олексій Олексійович
24. Притика Дмитро Микитович
25. Рабінович Петро Мойсейович
26. Рогожин Анатолій Йосипович
27. Сегай Михайло Якович
28. Семчик Віталій Іванович
29. Сташис Володимир Володимирович
30. Тацій Василь Якович
31. Тимченко Іван Артемович
32. Тодика Юрій Миколайович
33. Цвєтков Віктор Васильович
34. Цвік Марко Веніамінович
35. Шевченко Ярославна Миколаївна
36. Шемшученко Юрій Сергійович
37. Штефан Михайло Йосипович
38. Юзьков Леонід Петрович
39. Янчук Василь Зіновійович

## Члени-кореспонденти
Членами-кореспондентами НАПрН України обирають вчених України, які мають визнаний вітчизняною та світовою науковою спільнотою науковий доробок, розв’язали наукову проблему у галузі держави та права, що має вагоме теоретичне чи практичне значення, проводять активну наукову та громадську діяльність, мають науковий ступінь доктора наук. До складу НАПрНУ має входити 93 члени-кореспонденти. На сьогодні до її складу входять 78 членів-кореспондентів, а саме:
1. Аленін Юрій Павлович
2. Андрійко Ольга Федорівна
3. Бакумов Олександр Сергійович
4. Балюк Галина Іванівна
5. Боднар Тетяна Валеріївна
6. Борисова Валентина Іванівна
7. Буроменський Михайло Всеволодович
8. Буханевич Олександр Миколайович
9. Варфоломеєва Тетяна Вікторівна
10. Вінник Оксана Мар'янівна
11. Галянтич Микола Костянтинович
12. Гаращук Володимир Миколайович
13. Гетьман Євген Анатолійович
14. Голіна Володимир Васильович
15. Головатий Сергій Петрович
16. Головкін Богдан Миколайович
17. Голубєва Неллі Юріївна
18. Городовенко Віктор Валентинович
19. Гусаров Костянтин Володимирович
20. Довгерт Анатолій Степанович
21. Дрьомін Віктор Миколайович
22. Єрмоленко Володимир Михайлович
23. Знаменський Георгій Львович
24. Калаур Іван Романович
25. Коваленко Валентин Васильович
26. Ковальський Віктор Семенович
27. Колісник Віктор Павлович
28. Колодій Анатолій Миколайович
29. Коломоєць Тетяна Олександрівна
30. Кот Олексій Олександрович
31. Коцюба Олександр Павлович
32. Кресіна Ірина Олексіївна
33. Крижановський Анатолій Федорович
34. Кубко Євген Борисович
35. Кузніченко Сергій Олександрович
36. Кулинич Павло Федотович
37. Лазур Ярослав Володимирович
38. Лемак Василь Васильович
39. Лук'янов Дмитро Васильович
40. Максимов Сергій Іванович
41. Маляренко Василь Тимофійович
42. Мерник Анастасія Муслімівна
43. Мироненко Наталія Михайлівна
44. Музика Анатолій Ананійович
45. Музика-Стефанчук Оксана Анатоліївна
46. Навроцький Вячеслав Олександрович
47. Нагребельний Володимир Петрович
48. Настюк Василь Якович
49. Олефір Віктор Іванович
50. Пархоменко Наталія Миколаївна
51. Погорецький Микола Анатолійович
52. Погрібний Сергій Олексійович
53. Подцерковний Олег Петрович
54. Рєзнікова Вікторія Вікторівна
55. Рум'янцев В'ячеслав Олексійович
56. Серьогіна Світлана Григорівна
57. Синєгубов Олег Васильович
58. Сокуренко Валерій Васильович
59. Спасибо-Фатєєва Інна Валентинівна
60. Стрельцов Євген Львович
61. Тіщенко Валерій Володимирович
62. Туляков Вячеслав Олексійович
63. Уркевич Віталій Юрійович
64. Устименко Володимир Анатолійович
65. Фелик Василь Іванович
66. Фріс Павло Львович
67. Харитонов Євген Олегович
68. Харитонова Олена Іванівна
69. Хуторян Наталія Миколаївна
70. Чанишева Галія Інсафівна
71. Шевчук Станіслав Володимирович
72. Шепітько Михайло Валерійович
73. Шульга Михайло Васильович
74. Шумило Микола Єгорович
75. Шутак Ілля Дмитрович
76. Щур Богдан Володимирович
77. Ярмиш Олександр Назарович
78. Яроцький Віталій Леонідович

### Члени-кореспонденти НАПрН України, що пішли з життя
1. Азімов Чингізхан Нуфатович
2. Берназ Василь Дмитрович
3. Волков В'ячеслав Дмитрович
4. Даньшин Іван Миколайович
5. Денисов Володимир Наумович
6. Дзера Олександр Васильович
7. Дідоренко Едуард Олексійович
8. Жигалкін Павло Іванович
9. Жилінкова Ірина Володимирівна
10. Задорожній Олександр Вікторович
11. Козюбра Микола Іванович
12. Краснова Марія Василівна
13. Кривенко Лідія Тарасівна
14. Кульчицький Володимир Семенович
15. Лановенко Ігор Петрович
16. Литвак Олег Михайлович
17. Марочкін Іван Єгорович
18. Мироненко Олександр Миколайович
19. Михеєнко Михайло Макарович
20. Мурашин Геннадій Олександрович
21. Мурашин Олександр Геннадійович
22. Нижник Ніна Романівна
23. Оборотов Юрій Миколайович
24. Попов Василь Костянтинович
25. Процевський Олександр Іванович
26. Римаренко Юрій Іванович
27. Свєтлов Олександр Якович
28. Селіванов Володимир Миколайович
29. Статівка Анатолій Миколайович
30. Страхов Микола Миколайович
31. Таранов Анатолій Павлович
32. Тертишніков Володимир Іванович
33. Тищенко Микола Маркович
34. Червоний Юрій Семенович
35. Швець Микола Якович
36. Шелєстов Володимир Степанович
37. Шило Ольга Георгіївна
38. Ярошенко Олег Миколайович
39. Яценко Станіслав Сергійович

## Іноземні члени
Іноземними членами НАПрН України обирають визнаних міжнародною науковою спільнотою вчених-юристів інших держав, які вагомо сприяють розвитку наукових досліджень і міжнародних наукових зв’язків НАПрН України. У разі втрати громадянства України або виходу з громадянства України, набуття громадянства (підданства) іншої держави, статус дійсного члена (академіка) або члена-кореспондента НАПрН України припиняється, а їхні місця вважаються вакантними. За рішенням загальних зборів НАПрН України такі особи можуть набувати статусу іноземного члена НАПрН України.
На сьогодні до складу Національної академії правових наук України входить 6 іноземних членів, а саме:
1. Батлер Вільям Еліот
2. Давуліс Томас
3. Керікмяе Танел
4. Кестнер Карл-Герман
5. Піскорський Юстин
6. Саідов Акмаль Холматович

## Особи, членство яких в НАПрН України припинено
1. Голіченков Олександр Костянтинович
2. Конопльов Вячеслав Вячеславович
3. Скакун Ольга Федорівна
4. Табачник Дмитро Володимирович
5. Шаповал Володимир Миколайович
6. Медведчук Віктор Володимирович